# Zöschen
Zöschen là một đô thị ở huyện Saale, Saxony-Anhalt, nước Đức. Đô thị Zöschen có diện tích 7,2 km².